# Tornei di tennis maschili nel 1937
Prima della nascita della cosiddetta "Era Open" del tennis, ossia l'apertura ai tennisti professionisti dei tornei che prima di quell'anno erano riservati ai tennisti dilettanti. Nel 1937 i tornei si distinguevano in pro e amatoriali: ai primi potevano partecipare solo i giocatori professionisti, mentre ai secondi potevano partecipare solo i tennisti dilettanti. Tutti i tornei più importanti erano amatoriali tra questi c'erano i tornei del Grande Slam: gli Australian Championships, gli Internazionali di Francia, il Torneo di Wimbledon e gli U.S. National Championships.

## Calendario

### Legenda
| Tornei amatoriali       |
| Tornei professionistici |

### Gennaio
| Settimana  | Torneo                                                                              | Vincitore                                         | Finalista                 | Semifinalisti | Eliminati ai quarti |
| ---------- | ----------------------------------------------------------------------------------- | ------------------------------------------------- | ------------------------- | ------------- | ------------------- |
| gennaio    | New Zealand Championships 1937 Timaru, Nuova Zelanda Singolare - Doppio             | Dennis C. Coombe 6-3 5-7 6-4 2-6 6-1              | Noel F.N. Bedford         |               |                     |
| gennaio    | New Zealand Championships 1937 Timaru, Nuova Zelanda Singolare - Doppio             | Roly McL. Ferkins E.A. Roussell                   |                           |               |                     |
| gennaio    | St Moritz Indoor 1937 St Moritz, Svizzera Singolare - Doppio                        | Jean Borotra 6-3 6-1                              | Paul Féret                |               |                     |
| gennaio    | St Moritz Indoor 1937 St Moritz, Svizzera Singolare - Doppio                        |                                                   |                           |               |                     |
| gennaio    | Monegasque Championships 1937 Monaco, Monaco Singolare - Doppio                     | Sin-Khie Kho 6-3 6-2 6-3                          | Gaston Medecin            |               |                     |
| gennaio    | Monegasque Championships 1937 Monaco, Monaco Singolare - Doppio                     |                                                   |                           |               |                     |
| gennaio    | Scandinavian Championships 1937 Copenaghen, Danimarca Singolare - Doppio            | Anker Jacobsen 7-5 6-2 6-3                        | Charles Hare              |               |                     |
| gennaio    | Scandinavian Championships 1937 Copenaghen, Danimarca Singolare - Doppio            |                                                   |                           |               |                     |
| gennaio    | Beausite First Meeting 1937 Cannes, Francia Singolare - Doppio                      | Sin-Khie Kho 4-6 6-4 7-5 5-7 6-0                  | Vladimir Landau           |               |                     |
| gennaio    | Beausite First Meeting 1937 Cannes, Francia Singolare - Doppio                      |                                                   |                           |               |                     |
| gennaio    | German Covered Court Championships 1937 Brema, Germania Singolare - Doppio          | Gottfried von Cramm 6-4 6-2 3-6 6-3               | Henner Henkel             |               |                     |
| gennaio    | German Covered Court Championships 1937 Brema, Germania Singolare - Doppio          |                                                   |                           |               |                     |
| 10 gennaio | Miami-Biltimore Championships 1937 Miami, USA Singolare - Doppio                    | Bryan Grant 6-2 7-5 6-0                           | Don Budge                 |               |                     |
| 10 gennaio | Miami-Biltimore Championships 1937 Miami, USA Singolare - Doppio                    |                                                   |                           |               |                     |
| 17 gennaio | Dixie Championships 1937 Tampa, USA Singolare - Doppio                              | Bryan Grant 4-6 6-3 6-3 2-6 6-2                   | Don Budge                 |               |                     |
| 17 gennaio | Dixie Championships 1937 Tampa, USA Singolare - Doppio                              |                                                   |                           |               |                     |
| 30 gennaio | Australian Championships 1937 Sydney, Australia Singolare - Doppio                  | Vivian McGrath 6-3 1-6 6-0 2-6 6-1                | John Bromwich             |               |                     |
| 30 gennaio | Australian Championships 1937 Sydney, Australia Singolare - Doppio                  | Adrian Quist Don Turnbull 6-2, 9-7, 1-6, 6-8, 6-4 | John Bromwich Jack Harper |               |                     |
| 30 gennaio | Northern California Indoor Championships 1937 San Francisco, USA Singolare - Doppio | Robert Harman 8-6 6-2 6-2                         | Paul Bennett              |               |                     |
| 30 gennaio | Northern California Indoor Championships 1937 San Francisco, USA Singolare - Doppio |                                                   |                           |               |                     |
| 31 gennaio | Florida State Championships 1937 Orlando, USA Singolare - Doppio                    | Wayne Sabin 6-1 6-3 6-4                           | Elwood Cooke              |               |                     |
| 31 gennaio | Florida State Championships 1937 Orlando, USA Singolare - Doppio                    |                                                   |                           |               |                     |
| 31 gennaio | Gallia Club Championships 1937 Cannes, Francia Singolare - Doppio                   | Sin-Khie Kho 6-4 6-3 6-4                          | Jacques Brugnon           |               |                     |
| 31 gennaio | Gallia Club Championships 1937 Cannes, Francia Singolare - Doppio                   |                                                   |                           |               |                     |

### Febbraio
| Settimana    | Torneo                                                                         | Vincitore                               | Finalista           | Semifinalisti | Eliminati ai quarti |
| ------------ | ------------------------------------------------------------------------------ | --------------------------------------- | ------------------- | ------------- | ------------------- |
| febbraio     | French Covered Court Championships 1937 Parigi, Francia Singolare - Doppio     | Marcel Bernard 6-4 6-4 1-6 3-6 9-7      | Bernard Destremeau  |               |                     |
| febbraio     | French Covered Court Championships 1937 Parigi, Francia Singolare - Doppio     |                                         |                     |               |                     |
| 7 febbraio   | Miami Surf Club Championships 1937 Miami, USA Singolare - Doppio               | Don Budge 6-3 2-6 6-4 6-4               | Bryan Grant         |               |                     |
| 7 febbraio   | Miami Surf Club Championships 1937 Miami, USA Singolare - Doppio               |                                         |                     |               |                     |
| 8 febbraio   | Carlton Club Championships 1937 Cannes, Francia Singolare - Doppio             | Vojtech Vodicka 6-2 6-1 6-2             | E. Ambros           |               |                     |
| 8 febbraio   | Carlton Club Championships 1937 Cannes, Francia Singolare - Doppio             |                                         |                     |               |                     |
| 15 febbraio  | South of France Championships 1937 Nizza, Francia Singolare - Doppio           | Sin-Khie Kho 13-11 6-3 4-6 6-3          | Jean Le Sueur       |               |                     |
| 15 febbraio  | South of France Championships 1937 Nizza, Francia Singolare - Doppio           |                                         |                     |               |                     |
| 15 febbraio  | New Jersey Indoor Championships 1937 East Orange, USA Singolare - Doppio       | Leonard Hartman 1-6 6-3 6-4 7-5         | Herbert Bowman      |               |                     |
| 15 febbraio  | New Jersey Indoor Championships 1937 East Orange, USA Singolare - Doppio       |                                         |                     |               |                     |
| 22 febbraio  | Florida West Coast Championships 1937 Saint Petersburg, USA Singolare - Doppio | Wayne Sabin 5-7 6-4 2-6 6-2 6-4         | Walter Senior       |               |                     |
| 22 febbraio  | Florida West Coast Championships 1937 Saint Petersburg, USA Singolare - Doppio |                                         |                     |               |                     |
| 22 febbraio  | Brooklyn Indoor 1937 New York, USA Singolare - Doppio                          | Frank Bowden 6-3 6-4 7-5                | Leonard Hartman     |               |                     |
| 22 febbraio  | Brooklyn Indoor 1937 New York, USA Singolare - Doppio                          |                                         |                     |               |                     |
| 22 febbraio  | Torneo di Beaulieu 1937 Beaulieu-sur-Mer, Francia Singolare - Doppio           | Henner Henkel 5-7 6-2 6-3               | Gottfried von Cramm |               |                     |
| 22 febbraio  | Torneo di Beaulieu 1937 Beaulieu-sur-Mer, Francia Singolare - Doppio           |                                         |                     |               |                     |
| 2-6 febbraio | Metropolitan Indoor 1937 New York, USA Singolare - Doppio                      | Joseph Fishbach 6-4 6-2 6-3             | John Nogrady        |               |                     |
| 2-6 febbraio | Metropolitan Indoor 1937 New York, USA Singolare - Doppio                      |                                         |                     |               |                     |
| 29 febbraio  | Everglades Invitation 1937 Palm Beach, USA Singolare - Doppio                  | Charles Russell Harris                  | Walter Senior       |               |                     |
| 29 febbraio  | Everglades Invitation 1937 Palm Beach, USA Singolare - Doppio                  |                                         |                     |               |                     |
| 29 febbraio  | Monte Carlo Cup 1937 Monte Carlo, Monte Carlo Singolare - Doppio               | Gottfried von Cramm 6-2 3-6 6-2 2-6 6-3 | Christian Boussus   |               |                     |
| 29 febbraio  | Monte Carlo Cup 1937 Monte Carlo, Monte Carlo Singolare - Doppio               |                                         |                     |               |                     |

### Marzo
| Settimana | Torneo                                                                                     | Vincitore                               | Finalista           | Semifinalisti                 | Eliminati ai quarti |
| --------- | ------------------------------------------------------------------------------------------ | --------------------------------------- | ------------------- | ----------------------------- | ------------------- |
| Marzo     | South African Championships 1937 Johannesburg, Sudafrica Singolare - Doppio                | Josip Pallada 6-2 0-6 4-6 6-1 6-0       | Vernon Kirby        |                               |                     |
| Marzo     | South African Championships 1937 Johannesburg, Sudafrica Singolare - Doppio                |                                         |                     |                               |                     |
| Marzo     | Torneo di Casablanca 1937 Casablanca, Marocco Singolare - Doppio                           | Christian Boussus                       | Karl Schroder       |                               |                     |
| Marzo     | Torneo di Casablanca 1937 Casablanca, Marocco Singolare - Doppio                           |                                         |                     |                               |                     |
| Marzo     | Cairo Championships 1937 Il Cairo, Egitto Singolare - Doppio                               | Henner Henkel 7-5 6-0                   | Giorgio De Stefani  |                               |                     |
| Marzo     | Cairo Championships 1937 Il Cairo, Egitto Singolare - Doppio                               |                                         |                     |                               |                     |
| Marzo     | Algeria International Championships 1937 Algeri, Algeria Singolare - Doppio                | Christian Boussus 6-3 6-2 6-2           | André Merlin        |                               |                     |
| Marzo     | Algeria International Championships 1937 Algeri, Algeria Singolare - Doppio                |                                         |                     |                               |                     |
| Marzo     | Torneo di Rabat 1937 Rabat, Marocco Singolare - Doppio                                     | Christian Boussus                       | Giovanni Palmieri   |                               |                     |
| Marzo     | Torneo di Rabat 1937 Rabat, Marocco Singolare - Doppio                                     |                                         |                     |                               |                     |
| Marzo     | Torneo di Oran 1937 Orano, Algeria Singolare - Doppio                                      | Karl Schroder                           | Giovanni Palmieri   |                               |                     |
| Marzo     | Torneo di Oran 1937 Orano, Algeria Singolare - Doppio                                      |                                         |                     |                               |                     |
| 6 marzo   | US Indoors 1937 New York, USA Singolare - Doppio                                           | Frank Andrew Parker 6-4 6-4 1-6 4-6 6-1 | Frank Bowden        |                               |                     |
| 6 marzo   | US Indoors 1937 New York, USA Singolare - Doppio                                           |                                         |                     |                               |                     |
| 8 marzo   | Riviera Championships 1937 Mentone, Francia Singolare - Doppio                             | Karl Schroder 8-6 6-2 6-4               | Kazimierz Tarlowski |                               |                     |
| 8 marzo   | Riviera Championships 1937 Mentone, Francia Singolare - Doppio                             |                                         |                     |                               |                     |
| 12 marzo  | Queen's Covered Court Championships 1937 Londra, Gran Bretagna Singolare - Doppio          | Ronald Shayes 6-4 4-6 6-4 6-4           | Nigel Sharpe        |                               |                     |
| 12 marzo  | Queen's Covered Court Championships 1937 Londra, Gran Bretagna Singolare - Doppio          |                                         |                     |                               |                     |
| 13 marzo  | South Australian Championships 1937 Adelaide, Australia Singolare - Doppio                 | Adrian Quist 6-4, 6-1, 6-1              | Leonard Schwartz    | Lionel Brodie Donald Turnball |                     |
| 13 marzo  | South Australian Championships 1937 Adelaide, Australia Singolare - Doppio                 |                                         |                     | Lionel Brodie Donald Turnball |                     |
| 13 marzo  | Huntington Invitational 1937 Pasadena, USA Singolare - Doppio                              | Bobby Riggs 6-3 6-3                     | Joseph Hunt         |                               |                     |
| 13 marzo  | Huntington Invitational 1937 Pasadena, USA Singolare - Doppio                              |                                         |                     |                               |                     |
| 15 marzo  | Côte d'Azur Championships 1937 Cannes, Francia Singolare - Doppio                          | Kazimierz Tarlowski 6-2 3-6 9-7 6-4     | Karl Schroder       |                               |                     |
| 15 marzo  | Côte d'Azur Championships 1937 Cannes, Francia Singolare - Doppio                          |                                         |                     |                               |                     |
| 20 marzo  | Bermuda International Championships 1937 Hamilton, Bermuda Singolare - Doppio              | Frank Andrew Parker 6-1 6-0 6-2         | Robert D. Murray    |                               |                     |
| 20 marzo  | Bermuda International Championships 1937 Hamilton, Bermuda Singolare - Doppio              |                                         |                     |                               |                     |
| 22 marzo  | Harrow Hard Court Championships 1937 (Herga Club) Londra, Gran Bretagna Singolare - Doppio | Bunny Henry Austin 6-4 8-6              | Colin N.O. Ritchie  |                               |                     |
| 22 marzo  | Harrow Hard Court Championships 1937 (Herga Club) Londra, Gran Bretagna Singolare - Doppio |                                         |                     |                               |                     |
| 29 marzo  | Cannes Championships 1937 Cannes, Francia Singolare - Doppio                               | Adam Baworowski 5-7 5-7 7-5 6-0 6-1     | Max Ellmer          |                               |                     |
| 29 marzo  | Cannes Championships 1937 Cannes, Francia Singolare - Doppio                               |                                         |                     |                               |                     |

### Aprile
| Settimana | Torneo                                                                                    | Vincitore                             | Finalista                 | Semifinalisti | Eliminati ai quarti |
| --------- | ----------------------------------------------------------------------------------------- | ------------------------------------- | ------------------------- | ------------- | ------------------- |
| aprile    | Torneo di Roma 1937 Roma, Italia Singolare - Doppio                                       | Giovanni Palmieri 5-7 6-2 3-6 6-3 6-2 | Giorgio De Stefani        |               |                     |
| aprile    | Torneo di Roma 1937 Roma, Italia Singolare - Doppio                                       |                                       |                           |               |                     |
| aprile    | Czechoslovakian International Championships 1937 Praga, Cecoslovacchia Singolare - Doppio | Roderick Menzel 6-1 6-0 6-3           | Giovanni Palmieri         |               |                     |
| aprile    | Czechoslovakian International Championships 1937 Praga, Cecoslovacchia Singolare - Doppio |                                       |                           |               |                     |
| aprile    | Campionati Internazionali di Sicilia 1937 Palermo, Italia Singolare - Doppio              | Giovanni Palmieri 6-2 6-3 6-2         | Gyorgy Dallos             |               |                     |
| aprile    | Campionati Internazionali di Sicilia 1937 Palermo, Italia Singolare - Doppio              |                                       |                           |               |                     |
| aprile    | Nice Second Meeting 1937 Nizza, Francia Singolare - Doppio                                | Sin-Khie Kho 6-4 6-0 6-4              | Adam Baworowski           |               |                     |
| aprile    | Nice Second Meeting 1937 Nizza, Francia Singolare - Doppio                                |                                       |                           |               |                     |
| aprile    | Central European Championships 1937 Napoli, Italia Singolare - Doppio                     | Giovanni Palmieri 2-6 6-0 6-2 6-1     | Vojtech Vodicka           |               |                     |
| aprile    | Central European Championships 1937 Napoli, Italia Singolare - Doppio                     |                                       |                           |               |                     |
| aprile    | University Singles 21's 1937 Monte Carlo, Monte Carlo Singolare - Doppio                  | Georg von Metaxa 6-2 6-1 5-7 6-3      | Robert Abdesselam         |               |                     |
| aprile    | University Singles 21's 1937 Monte Carlo, Monte Carlo Singolare - Doppio                  |                                       |                           |               |                     |
| aprile    | New South Wales Hard Court Championships 1937 Dubbo, Australia Singolare - Doppio         | Neil Turvey                           | non conosciuta (bandiera) |               |                     |
| aprile    | New South Wales Hard Court Championships 1937 Dubbo, Australia Singolare - Doppio         |                                       |                           |               |                     |
| aprile    | Egyptian International Championships 1937 Il Cairo, Egitto Singolare - Doppio             | Gottfried von Cramm 6-1 6-2 6-4       | Henner Henkel             |               |                     |
| aprile    | Egyptian International Championships 1937 Il Cairo, Egitto Singolare - Doppio             |                                       |                           |               |                     |
| aprile    | Eastern Mediterranean Championships 1937 Atene, Grecia Singolare - Doppio                 | Sin-Khie Kho 6-4 2-2 ritiro           | Lazaros Stalios           |               |                     |
| aprile    | Eastern Mediterranean Championships 1937 Atene, Grecia Singolare - Doppio                 |                                       |                           |               |                     |
| aprile    | King George of Greece Cup 1937 Atene, Grecia Singolare - Doppio                           | Giorgio De Stefani 9-7 3-6 10-8       | Lazaros Stalios           |               |                     |
| aprile    | King George of Greece Cup 1937 Atene, Grecia Singolare - Doppio                           |                                       |                           |               |                     |
| 1º aprile | Cuban Invitational 1937 L'Avana, Cuba Singolare - Doppio                                  | Gustavo Vollmer-Ravelo 6-2 6-0 9-7    | Ricardo Morales           |               |                     |
| 1º aprile | Cuban Invitational 1937 L'Avana, Cuba Singolare - Doppio                                  |                                       |                           |               |                     |
| 2 aprile  | Tally Ho! Hard Court Championships 1937 Birmingham, Gran Bretagna Singolare - Doppio      | Sin-Khie Kho 6-3 6-1                  | Charles Hare              |               |                     |
| 2 aprile  | Tally Ho! Hard Court Championships 1937 Birmingham, Gran Bretagna Singolare - Doppio      |                                       |                           |               |                     |
| 4 aprile  | Atlanta Invitational 1937 Atlanta, USA Singolare - Doppio                                 | Wayne Sabin 6-0 6-0 7-5               | Bryan Grant               |               |                     |
| 4 aprile  | Atlanta Invitational 1937 Atlanta, USA Singolare - Doppio                                 |                                       |                           |               |                     |
| 5 aprile  | Monte Carlo Easter Tournament 1937 Monte Carlo, Monte Carlo Singolare - Doppio            | Adam Baworowski 6-2 3-6 5-7 7-5 6-3   | Marcel Bernard            |               |                     |
| 5 aprile  | Monte Carlo Easter Tournament 1937 Monte Carlo, Monte Carlo Singolare - Doppio            |                                       |                           |               |                     |
| 12 aprile | Surrey Hard Court Championships 1937 Roehampton, Gran Bretagna Singolare - Doppio         | Charles Hare 8-6 6-1                  | George Godsell            |               |                     |
| 12 aprile | Surrey Hard Court Championships 1937 Roehampton, Gran Bretagna Singolare - Doppio         |                                       |                           |               |                     |
| 12 aprile | Melbury Hard Court Championships 1937 Melbury, Gran Bretagna Singolare - Doppio           | Bunny Henry Austin 6-2 6-1            | Nigel Sharpe              |               |                     |
| 12 aprile | Melbury Hard Court Championships 1937 Melbury, Gran Bretagna Singolare - Doppio           |                                       |                           |               |                     |
| 12 aprile | River Oaks International Tennis Tournament 1937 Houston, USA Singolare - Doppio           | Bryan Grant 47 6-3 6-3 6-4            | Wilmer Allison            |               |                     |
| 12 aprile | River Oaks International Tennis Tournament 1937 Houston, USA Singolare - Doppio           |                                       |                           |               |                     |
| 19 aprile | North & South Championships 1937 Pinehurst, USA Singolare - Doppio                        | Gilbert Hall 7-5 6-4 6-0              | Wayne Sabin               |               |                     |
| 19 aprile | North & South Championships 1937 Pinehurst, USA Singolare - Doppio                        |                                       |                           |               |                     |
| 24 aprile | Mason & Dixon Trophy 1937 White Sulphur Springs, USA Singolare - Doppio                   | Wayne Sabin 12-10 6-2 6-3             | Gilbert Hall              |               |                     |
| 24 aprile | Mason & Dixon Trophy 1937 White Sulphur Springs, USA Singolare - Doppio                   |                                       |                           |               |                     |
| 25 aprile | Cuban Championships 1937 L'Avana, Cuba Singolare - Doppio                                 | Gustavo Vollmer-Ravelo 3 sets         | Jose Aguero               |               |                     |
| 25 aprile | Cuban Championships 1937 L'Avana, Cuba Singolare - Doppio                                 |                                       |                           |               |                     |
| 26 aprile | Brighton Hard Court Championships 1937 Brighton, Gran Bretagna Singolare - Doppio         | Bunny Henry Austin 7-5 6-3            | Christian Boussus         |               |                     |
| 26 aprile | Brighton Hard Court Championships 1937 Brighton, Gran Bretagna Singolare - Doppio         |                                       |                           |               |                     |

### Maggio
| Settimana | Torneo                                                                               | Vincitore                                            | Finalista                       | Semifinalisti | Eliminati ai quarti |
| --------- | ------------------------------------------------------------------------------------ | ---------------------------------------------------- | ------------------------------- | ------------- | ------------------- |
| maggio    | Blue White Club Championships 1937 Berlino, Germania Singolare - Doppio              | Frantisek Cejnar 6-8 6-2 6-4                         | Charles Raymond Davis Tuckey    |               |                     |
| maggio    | Blue White Club Championships 1937 Berlino, Germania Singolare - Doppio              |                                                      |                                 |               |                     |
| maggio    | Berlin Championships 1937 (Red White Club) Berlino, Germania Singolare - Doppio      | Frantisek Cejnar 8-10 8-6 6-4 6-4                    | Gottfried von Cramm             |               |                     |
| maggio    | Berlin Championships 1937 (Red White Club) Berlino, Germania Singolare - Doppio      |                                                      |                                 |               |                     |
| 2 maggio  | Hot Springs Invitation 1937 Hot Springs, USA Singolare - Doppio                      | Elwood Cooke 6-4 2-6 8-6 6-3                         | Gil Hall                        |               |                     |
| 2 maggio  | Hot Springs Invitation 1937 Hot Springs, USA Singolare - Doppio                      |                                                      |                                 |               |                     |
| 2 maggio  | British Hard Court Championships 1937 Bournemouth, Gran Bretagna Singolare - Doppio  | Bunny Henry Austin 6-2 6-2 6-0                       | Harry G. Lee                    |               |                     |
| 2 maggio  | British Hard Court Championships 1937 Bournemouth, Gran Bretagna Singolare - Doppio  |                                                      |                                 |               |                     |
| 9 maggio  | Southern California Championships 1937 Los Angeles, USA Cemento Singolare - Doppio   | Bobby Riggs 6-1 7-5 6-2                              | Frank Shields                   |               |                     |
| 9 maggio  | Southern California Championships 1937 Los Angeles, USA Cemento Singolare - Doppio   |                                                      |                                 |               |                     |
| 16 maggio | Austrian National Championships 1937 Vienna, Austria Singolare - Doppio              | Georg von Metaxa 5-7 4-6 7-5 7-5 6-3                 | Adam Baworowski                 |               |                     |
| 16 maggio | Austrian National Championships 1937 Vienna, Austria Singolare - Doppio              |                                                      |                                 |               |                     |
| 21 maggio | The Priory 1937 Birmingham, Gran Bretagna Singolare - Doppio                         | Sin-Khie Kho 8-6 6-0                                 | Daniel Prenn                    |               |                     |
| 21 maggio | The Priory 1937 Birmingham, Gran Bretagna Singolare - Doppio                         |                                                      |                                 |               |                     |
| 23 maggio | Surrey Championships 1937 Surbiton, Gran Bretagna Singolare - Doppio                 | Robert Tinkler 9-7 6-3                               | Pat Sherwood                    |               |                     |
| 23 maggio | Surrey Championships 1937 Surbiton, Gran Bretagna Singolare - Doppio                 |                                                      |                                 |               |                     |
| 23 maggio | California State Championships 1937 Berkeley, USA Singolare - Doppio                 | Paul Bennett 3-6 2-6 6-4 6-4 6-2                     | Frank Kovacs                    |               |                     |
| 23 maggio | California State Championships 1937 Berkeley, USA Singolare - Doppio                 |                                                      |                                 |               |                     |
| 24 maggio | Middlesex Championships 1937 Chiswick Park, Gran Bretagna Singolare - Doppio         | Jack Deloford 6-1 6-1                                | Clarence Medlycott Jones        |               |                     |
| 24 maggio | Middlesex Championships 1937 Chiswick Park, Gran Bretagna Singolare - Doppio         |                                                      |                                 |               |                     |
| 29 maggio | King George VI Coronation Cup 1937 Wembley, Londra, Gran Bretagna Singolare - Doppio | Fred Perry 6-4 6-4 12-10                             | Ellsworth Vines                 |               |                     |
| 29 maggio | King George VI Coronation Cup 1937 Wembley, Londra, Gran Bretagna Singolare - Doppio |                                                      |                                 |               |                     |
| 29 maggio | Coronation Plate 1937 Wembley, Londra, Gran Bretagna Singolare - Doppio              | Hans Nüsslein                                        | Bill Tilden                     |               |                     |
| 29 maggio | Coronation Plate 1937 Wembley, Londra, Gran Bretagna Singolare - Doppio              |                                                      |                                 |               |                     |
| 30 maggio | Internazionali di Francia 1937 Parigi, Francia Singolare - Doppio                    | Henner Henkel 6-1 6-4 6-3                            | Bunny Henry Austin              |               |                     |
| 30 maggio | Internazionali di Francia 1937 Parigi, Francia Singolare - Doppio                    | Gottfried von Cramm Henner Henkel 6-4, 7-5, 3-6, 6-1 | Vernon Kirby Norman Farquharson |               |                     |
| 31 maggio | Torneo di Saint George's Hill 1937 Weybridge, Gran Bretagna Singolare - Doppio       | Eric Filby 6-1 7-5                                   | Charles Russell Harris          |               |                     |
| 31 maggio | Torneo di Saint George's Hill 1937 Weybridge, Gran Bretagna Singolare - Doppio       |                                                      |                                 |               |                     |

### Giugno
| Settimana | Torneo                                                                               | Vincitore                                     | Finalista                    | Semifinalisti | Eliminati ai quarti |
| --------- | ------------------------------------------------------------------------------------ | --------------------------------------------- | ---------------------------- | ------------- | ------------------- |
| giugno    | Central California Championships 1937 Sacramento, USA Singolare - Doppio             | Frank Kovacs 6-2 6-2                          | Edwin Amark                  |               |                     |
| giugno    | Central California Championships 1937 Sacramento, USA Singolare - Doppio             |                                               |                              |               |                     |
| giugno    | Victorian Hard Court Championships 1937 Melbourne, Australia Singolare - Doppio      | Harry Hopman                                  | Harry Hopman                 |               |                     |
| giugno    | Victorian Hard Court Championships 1937 Melbourne, Australia Singolare - Doppio      |                                               |                              |               |                     |
| 6 giugno  | Torneo di Liverpool 1937 Liverpool, Gran Bretagna Singolare - Doppio                 | Donald Butler 7-9 8-6 6-4                     | Alan Stedman                 |               |                     |
| 6 giugno  | Torneo di Liverpool 1937 Liverpool, Gran Bretagna Singolare - Doppio                 |                                               |                              |               |                     |
| 6 giugno  | New England Championships 1937 Hartford, USA Erba Singolare - Doppio                 | Bobby Riggs 6-4 4-6 6-4 6-4                   | Walter Senior                |               |                     |
| 6 giugno  | New England Championships 1937 Hartford, USA Erba Singolare - Doppio                 |                                               |                              |               |                     |
| 7 giugno  | Torneo di Formby 1937 Formby, Gran Bretagna Singolare - Doppio                       | Jack Crawford Vivian McGrath titolo condiviso |                              |               |                     |
| 7 giugno  | Torneo di Formby 1937 Formby, Gran Bretagna Singolare - Doppio                       |                                               |                              |               |                     |
| 12 giugno | Texas Sectional Championships 1937 San Antonio, USA Singolare - Doppio               | Wilmer Allison 2-6 6-3 6-4 6-3                | Jesse Pfeiffer               |               |                     |
| 12 giugno | Texas Sectional Championships 1937 San Antonio, USA Singolare - Doppio               |                                               |                              |               |                     |
| 12 giugno | Maryland State Championships 1937 Baltimora, USA Singolare - Doppio                  | Barnard Welsh 6-3 6-3 6-2                     | Douglas Imhoff               |               |                     |
| 12 giugno | Maryland State Championships 1937 Baltimora, USA Singolare - Doppio                  |                                               |                              |               |                     |
| 13 giugno | Austrian International Championships 1937 Vienna, Austria Singolare - Doppio         | Otto Szigeti 8-6 5-7 6-0 6-2                  | Hans Redl                    |               |                     |
| 13 giugno | Austrian International Championships 1937 Vienna, Austria Singolare - Doppio         |                                               |                              |               |                     |
| 13 giugno | Brooklyn Championships 1937 New York, USA Singolare - Doppio                         | Leonard Hartman 7-5 2-6 6-8 6-2 6-4           | Frank Bowden                 |               |                     |
| 13 giugno | Brooklyn Championships 1937 New York, USA Singolare - Doppio                         |                                               |                              |               |                     |
| 13 giugno | Southern Championships 1937 Nashville, USA Terra rossa Singolare - Doppio            | Bobby Riggs 6-3 6-4 7-5                       | Joseph Raphael Hunt          |               |                     |
| 13 giugno | Southern Championships 1937 Nashville, USA Terra rossa Singolare - Doppio            |                                               |                              |               |                     |
| 13 giugno | Kent Championships 1937 Beckenham, Gran Bretagna Singolare - Doppio                  | Jiro Yamagishi 8-6 1-6 7-5                    | Charles Raymond Davis Tuckey |               |                     |
| 13 giugno | Kent Championships 1937 Beckenham, Gran Bretagna Singolare - Doppio                  |                                               |                              |               |                     |
| 14 giugno | Pennsylvania & Eastern States Championships 1937 Filadelfia, USA Singolare - Doppio  | Robert Harman 6-2 4-6 6-2 6-3                 | Gilbert A. Hunt              |               |                     |
| 14 giugno | Pennsylvania & Eastern States Championships 1937 Filadelfia, USA Singolare - Doppio  |                                               |                              |               |                     |
| 14 giugno | West of England Championships 1937 Bristol, Gran Bretagna Singolare - Doppio         | Alan Stedman 6-1 1-6 6-4                      | Sin-Khie Kho                 |               |                     |
| 14 giugno | West of England Championships 1937 Bristol, Gran Bretagna Singolare - Doppio         |                                               |                              |               |                     |
| 20 giugno | French Pro Championships 1937 Parigi, Francia Terra rossa Singolare - Doppio         | Hans Nüsslein 6–2, 8–6, 6–3                   | Henri Cochet                 |               |                     |
| 20 giugno | French Pro Championships 1937 Parigi, Francia Terra rossa Singolare - Doppio         | Lester Stoefen Bill Tilden                    | Robert Ramillon Henri Cochet |               |                     |
| 20 giugno | Delaware State Championships 1937 Wilmington, USA Singolare - Doppio                 | Robert Kamrath 6-1 3-6 6-3 4-6 6-2            | Dave Perchonock              |               |                     |
| 20 giugno | Delaware State Championships 1937 Wilmington, USA Singolare - Doppio                 |                                               |                              |               |                     |
| 21 giugno | Wisconsin State Championships 1937 Milwaukee, USA Singolare - Doppio                 | Elwood Cooke 6-2 6-3 6-1                      | Martin Buxby                 |               |                     |
| 21 giugno | Wisconsin State Championships 1937 Milwaukee, USA Singolare - Doppio                 |                                               |                              |               |                     |
| 21 giugno | Queen's Club Championships 1937 Londra, Gran Bretagna Erba Singolare - Doppio        | Don Budge 6-1 6-2                             | Bunny Henry Austin           |               |                     |
| 21 giugno | Queen's Club Championships 1937 Londra, Gran Bretagna Erba Singolare - Doppio        |                                               |                              |               |                     |
| 21 giugno | U.S. Men's Clay Court Championships 1937 Chicago, USA Terra rossa Singolare - Doppio | Bobby Riggs 6-3 4-6 6-3 6-4                   | Joe Hunt                     |               |                     |
| 21 giugno | U.S. Men's Clay Court Championships 1937 Chicago, USA Terra rossa Singolare - Doppio | Gilbert Hall Berkley Bell                     |                              |               |                     |
| 27 giugno | Tri-State Championships 1937 Cincinnati, USA Terra rossa Singolare - Doppio          | Bobby Riggs 6-4 4-6 6-3                       | John McDiarmid               |               |                     |
| 27 giugno | Tri-State Championships 1937 Cincinnati, USA Terra rossa Singolare - Doppio          | John McDiarmid Eugene McCauliff 6-1, 6-2, 6-4 | William Hardie George Pero   |               |                     |
| 28 giugno | Richmond County Clay Court Championships 1937 New York, USA Singolare - Doppio       | Leonard Hartman                               | Joseph Fishbach              |               |                     |
| 28 giugno | Richmond County Clay Court Championships 1937 New York, USA Singolare - Doppio       |                                               |                              |               |                     |

### Luglio
| Settimana | Torneo                                                                                           | Vincitore                                       | Finalista                   | Semifinalisti | Eliminati ai quarti |
| --------- | ------------------------------------------------------------------------------------------------ | ----------------------------------------------- | --------------------------- | ------------- | ------------------- |
| luglio    | Western Championships 1937 Chicago, USA Singolare - Doppio                                       | Walter Senior 6-4 6-2 10-8                      | R. Murphy                   |               |                     |
| luglio    | Western Championships 1937 Chicago, USA Singolare - Doppio                                       |                                                 |                             |               |                     |
| 4 luglio  | Fox River Valley Championships 1937 Neenah, USA Singolare - Doppio                               | Bobby Riggs                                     | Elwood Cooke                |               |                     |
| 4 luglio  | Fox River Valley Championships 1937 Neenah, USA Singolare - Doppio                               |                                                 |                             |               |                     |
| 4 luglio  | Nassau Bowl 1937 Glen Cove, USA Singolare - Doppio                                               | Gilbert A. Hunt 2-6 6-4 6-1 1-6 6-4             | Frank Bowden                |               |                     |
| 4 luglio  | Nassau Bowl 1937 Glen Cove, USA Singolare - Doppio                                               |                                                 |                             |               |                     |
| 4 luglio  | New Jersey State Championships 1937 Montclair, USA Singolare - Doppio                            | Donald S. Hawley 4-6 7-5 6-4 3-6 8-6            | Gerard B. Podesta           |               |                     |
| 4 luglio  | New Jersey State Championships 1937 Montclair, USA Singolare - Doppio                            |                                                 |                             |               |                     |
| 4 luglio  | Coronado Invitational 1937 Los Angeles, USA Singolare - Doppio                                   | Francis Shields 6-0 2-6 6-3                     | Jack Tidball                |               |                     |
| 4 luglio  | Coronado Invitational 1937 Los Angeles, USA Singolare - Doppio                                   |                                                 |                             |               |                     |
| 4 luglio  | Torneo di Wimbledon 1937 Londra, Gran Bretagna Erba Singolare - Doppio                           | Don Budge 6-3 6-4 6-2                           | Gottfried von Cramm         |               |                     |
| 4 luglio  | Torneo di Wimbledon 1937 Londra, Gran Bretagna Erba Singolare - Doppio                           | Don Budge Gene Mako 6-0, 6-4, 6-8, 6-1          | Pat Hughes Raymond Tuckey   |               |                     |
| 5 luglio  | East of England Championships 1937 Felixstowe, Gran Bretagna Singolare - Doppio                  | Jiro Yamagishi 6-1 6-4                          | Henry Billington            |               |                     |
| 5 luglio  | East of England Championships 1937 Felixstowe, Gran Bretagna Singolare - Doppio                  |                                                 |                             |               |                     |
| 12 luglio | Rhode Island State Championships 1937 Providence, USA Singolare - Doppio                         | Gardnar Mulloy 6-4 7-5 8-6                      | Frank H. Jarvis             |               |                     |
| 12 luglio | Rhode Island State Championships 1937 Providence, USA Singolare - Doppio                         |                                                 |                             |               |                     |
| 12 luglio | Middle States Championships 1937 Filadelfia, USA Singolare - Doppio                              | Julius D. Heldman 6-3 6-2 1-6 2-6 6-2           | Robert Harman               |               |                     |
| 12 luglio | Middle States Championships 1937 Filadelfia, USA Singolare - Doppio                              |                                                 |                             |               |                     |
| 12 luglio | Queens County Clay Court Championships 1937 New York, USA Singolare - Doppio                     | Don McNeill 6-4 6-3 1-6 7-5                     | Gerin Cameron               |               |                     |
| 12 luglio | Queens County Clay Court Championships 1937 New York, USA Singolare - Doppio                     |                                                 |                             |               |                     |
| 12 luglio | Torneo di Frinton-on-Sea 1937 Frinton-on-Sea, Gran Bretagna Singolare - Doppio                   | Ronald Shayes 6-1 6-3                           | Colin N.O. Ritchie          |               |                     |
| 12 luglio | Torneo di Frinton-on-Sea 1937 Frinton-on-Sea, Gran Bretagna Singolare - Doppio                   |                                                 |                             |               |                     |
| 12 luglio | Midland Counties Championships 1937 Edgbaston, Gran Bretagna Singolare - Doppio                  | Sin-Khie Kho 6-4 6-3                            | David                       |               |                     |
| 12 luglio | Midland Counties Championships 1937 Edgbaston, Gran Bretagna Singolare - Doppio                  |                                                 |                             |               |                     |
| 12 luglio | Colorado State Championships 1937 Denver, USA Singolare - Doppio                                 | Bobby Riggs 6-3 3-6 6-2 6-4                     | Arthur H. Hendrix           |               |                     |
| 12 luglio | Colorado State Championships 1937 Denver, USA Singolare - Doppio                                 |                                                 |                             |               |                     |
| 12 luglio | Ohio State Championships 1937 Cleveland, USA Singolare - Doppio                                  | Frank Kovacs 6-2 6-2 6-2                        | Walter Senior               |               |                     |
| 12 luglio | Ohio State Championships 1937 Cleveland, USA Singolare - Doppio                                  |                                                 |                             |               |                     |
| 12 luglio | Torneo di Cheltenham 1937 Cheltenham, Gran Bretagna Singolare - Doppio                           | Sin-Khie Kho 6-0 7-5                            | Clarence Medlycott Jones    |               |                     |
| 12 luglio | Torneo di Cheltenham 1937 Cheltenham, Gran Bretagna Singolare - Doppio                           |                                                 |                             |               |                     |
| 13 luglio | Irish Championships 1937 Dublino, Irlanda Singolare - Doppio                                     | George Lyttleton Rogers 6-1 8-6 7-5             | George McVeagh              |               |                     |
| 13 luglio | Irish Championships 1937 Dublino, Irlanda Singolare - Doppio                                     |                                                 |                             |               |                     |
| 15 luglio | Michigan State Championships 1937 Saginaw, USA Singolare - Doppio                                | Walter Senior 6-0 6-4 4-6 6-1                   | George Toley                |               |                     |
| 15 luglio | Michigan State Championships 1937 Saginaw, USA Singolare - Doppio                                |                                                 |                             |               |                     |
| 17 luglio | Pacific Northwest Championships 1937 Tacoma, USA Singolare - Doppio                              | Jack Kramer 9-7 7-5 2-6 7-5                     | Edwin Amark                 |               |                     |
| 17 luglio | Pacific Northwest Championships 1937 Tacoma, USA Singolare - Doppio                              |                                                 |                             |               |                     |
| 17 luglio | Southport Dunlop Cup 1937 Southport, Gran Bretagna Singolare - Doppio                            | Hans Nüsslein                                   | Robert Ramillon             |               |                     |
| 17 luglio | Southport Dunlop Cup 1937 Southport, Gran Bretagna Singolare - Doppio                            | Lester Stoefen Bill Tilden                      | Martin Plaa Robert Ramillon |               |                     |
| 18 luglio | Torneo di La Jolla 1937 La Jolla, USA Singolare - Doppio                                         | Billy Doeg 6-4 6-4 7-5                          | Percy Corrin                |               |                     |
| 18 luglio | Torneo di La Jolla 1937 La Jolla, USA Singolare - Doppio                                         |                                                 |                             |               |                     |
| 19 luglio | Spring Lake Invitation 1937 Spring Lake, USA Singolare - Doppio                                  | Wilmer Allison 1-6 6-4 6-4 6-2                  | Ernest Sutter               |               |                     |
| 19 luglio | Spring Lake Invitation 1937 Spring Lake, USA Singolare - Doppio                                  |                                                 |                             |               |                     |
| 19 luglio | Welsh Championships 1937 Newport, Gran Bretagna Singolare - Doppio                               | Alan Stedman 2-6 6-4 6-2                        | George Godsell              |               |                     |
| 19 luglio | Welsh Championships 1937 Newport, Gran Bretagna Singolare - Doppio                               |                                                 |                             |               |                     |
| 19 luglio | Northern Championships 1937 Manchester, Gran Bretagna Singolare - Doppio                         | George Lyttleton Rogers 6-4 2-6 6-4             | Norman Farquharson          |               |                     |
| 19 luglio | Northern Championships 1937 Manchester, Gran Bretagna Singolare - Doppio                         |                                                 |                             |               |                     |
| 23 luglio | New Hampshire State Championships 1937 Crawford Notch, USA Singolare - Doppio                    | Robert H. Decker 2-6 3-6 6-4 6-1 6-2            | Anton Von Bernuth           |               |                     |
| 23 luglio | New Hampshire State Championships 1937 Crawford Notch, USA Singolare - Doppio                    |                                                 |                             |               |                     |
| 24 luglio | Longwood Bowl 1937 Brookline, USA Singolare - Doppio                                             | Wilmer Allison 2-6 6-3 6-0 6-4                  | Gilbert A. Hunt             |               |                     |
| 24 luglio | Longwood Bowl 1937 Brookline, USA Singolare - Doppio                                             |                                                 |                             |               |                     |
| 25 luglio | Deauville Pro Championships 1937 Deauville, Francia Singolare - Doppio                           | Lester Stoefen                                  | Martin Plaa                 |               |                     |
| 25 luglio | Deauville Pro Championships 1937 Deauville, Francia Singolare - Doppio                           |                                                 |                             |               |                     |
| 26 luglio | Northumberland Championships 1937 Newcastle, Gran Bretagna Singolare - Doppio                    | Charles Raymond Davis Tuckey 6-1 6-1            | Clarence Medlycott Jones    |               |                     |
| 26 luglio | Northumberland Championships 1937 Newcastle, Gran Bretagna Singolare - Doppio                    |                                                 |                             |               |                     |
| 27 luglio | Eastern Clay Court Championships 1937 Jackson Heights, USA Singolare - Doppio                    | John McDiarmid 6-3 1-6 6-4 0-6 6-3              | Don McNeill                 |               |                     |
| 27 luglio | Eastern Clay Court Championships 1937 Jackson Heights, USA Singolare - Doppio                    |                                                 |                             |               |                     |
| 30 luglio | Torneo di Sheffield & Hallamshire 1937 Sheffield - Hallamshire, Gran Bretagna Singolare - Doppio | Colin N.O. Ritchie 5-7 14-12 7-5                | Jack Lysaght                |               |                     |
| 30 luglio | Torneo di Sheffield & Hallamshire 1937 Sheffield - Hallamshire, Gran Bretagna Singolare - Doppio |                                                 |                             |               |                     |
| 30 luglio | La Baule Pro Championships 1937 La Baule-Escoublac, Francia Singolare - Doppio                   | Bill Tilden                                     | Robert Ramillon             |               |                     |
| 30 luglio | La Baule Pro Championships 1937 La Baule-Escoublac, Francia Singolare - Doppio                   |                                                 |                             |               |                     |
| 31 luglio | Canadian Championships 1937 Toronto, Canada Singolare - Doppio                                   | Walter Senior 2-6 6-3 6-2 3-6 6-2               | Robert Murray               |               |                     |
| 31 luglio | Canadian Championships 1937 Toronto, Canada Singolare - Doppio                                   | David M. Jones Walter Martin 8-6, 9-7, 1-6, 6-2 | Bobby Murray Laird Watt     |               |                     |
| 31 luglio | Seabright Invitational 1937 Seabright, USA Erba Singolare - Doppio                               | Bobby Riggs walkover                            | Wilmer Allison              |               |                     |
| 31 luglio | Seabright Invitational 1937 Seabright, USA Erba Singolare - Doppio                               |                                                 |                             |               |                     |

### Agosto
| Settimana  | Torneo                                                                             | Vincitore                          | Finalista                   | Semifinalisti | Eliminati ai quarti |
| ---------- | ---------------------------------------------------------------------------------- | ---------------------------------- | --------------------------- | ------------- | ------------------- |
| agosto     | Torneo di La Zoute 1937 La Zoute, Belgio Singolare - Doppio                        | André Lacroix 6-3 6-3              | Dragutin Mitic              |               |                     |
| agosto     | Torneo di La Zoute 1937 La Zoute, Belgio Singolare - Doppio                        |                                    |                             |               |                     |
| agosto     | Westende Championships 1937 Bruxelles, Belgio Singolare - Doppio                   | Vivian McGrath 6-4 6-2             | Charles Naeyaert            |               |                     |
| agosto     | Westende Championships 1937 Bruxelles, Belgio Singolare - Doppio                   |                                    |                             |               |                     |
| 2 agosto   | North New Jersey Championships 1937 Westfield, USA Singolare - Doppio              | Donald S. Hawley 6-3 6-3 6-3       | John H. Curtiss             |               |                     |
| 2 agosto   | North New Jersey Championships 1937 Westfield, USA Singolare - Doppio              |                                    |                             |               |                     |
| 2 agosto   | Suffolk Championships 1937 Saxmundham, Gran Bretagna Singolare - Doppio            | Wai-Chuen Choy 6-19-7              | Charles Hare                |               |                     |
| 2 agosto   | Suffolk Championships 1937 Saxmundham, Gran Bretagna Singolare - Doppio            |                                    |                             |               |                     |
| 2 agosto   | Hampshire Championships 1937 Bournemouth, Gran Bretagna Singolare - Doppio         | Alan Stedman 6-2 6-1               | Cam Malfroy                 |               |                     |
| 2 agosto   | Hampshire Championships 1937 Bournemouth, Gran Bretagna Singolare - Doppio         |                                    |                             |               |                     |
| 8 agosto   | World Pro Championships 1937 (Grand Palais Pro) Parigi, Francia Singolare - Doppio | Hans Nüsslein Round Robin          | Bill Tilden                 |               |                     |
| 8 agosto   | World Pro Championships 1937 (Grand Palais Pro) Parigi, Francia Singolare - Doppio | Bill Tilden Lester Stoefen         | Martin Plaa Robert Ramillon |               |                     |
| 9 agosto   | Southampton Invitation 1937 Southampton, USA Ertba Singolare - Doppio              | Bobby Riggs 6-4 6-3 ritiro         | Jiro Yamagishi              |               |                     |
| 9 agosto   | Southampton Invitation 1937 Southampton, USA Ertba Singolare - Doppio              |                                    |                             |               |                     |
| 9 agosto   | Derbyshire Championships 1937 Buxton, Gran Bretagna Singolare - Doppio             | Cristea Caralulis 8-10 10-8 ritiro | Ronald Shayes               |               |                     |
| 9 agosto   | Derbyshire Championships 1937 Buxton, Gran Bretagna Singolare - Doppio             |                                    |                             |               |                     |
| 12 agosto  | German Championships 1937 Amburgo, Germania Singolare - Doppio                     | Henner Henkel 1-6 6-3 8-6 3-6 6-1  | Vivian McGrath              |               |                     |
| 12 agosto  | German Championships 1937 Amburgo, Germania Singolare - Doppio                     |                                    |                             |               |                     |
| 14 agosto  | Eastern Grass Court Championships 1937 Rye, USA Erba Singolare - Doppio            | Bobby Riggs 6-3 7-5 7-5            | Frank Andrew Parker         |               |                     |
| 14 agosto  | Eastern Grass Court Championships 1937 Rye, USA Erba Singolare - Doppio            |                                    |                             |               |                     |
| 1-6 agosto | Cinque Ports Championships 1937 Folkestone, Gran Bretagna Singolare - Doppio       | Chuni L. Savara 6-2 3-6 6-3        | Bloomfield                  |               |                     |
| 1-6 agosto | Cinque Ports Championships 1937 Folkestone, Gran Bretagna Singolare - Doppio       |                                    |                             |               |                     |
| 1-6 agosto | West Sussex Championships 1937 Bognor Regis, Gran Bretagna Singolare - Doppio      | Alan Stedman 6-0 6-3               | G.B. Jameson                |               |                     |
| 1-6 agosto | West Sussex Championships 1937 Bognor Regis, Gran Bretagna Singolare - Doppio      |                                    |                             |               |                     |
| 1-6 agosto | North of England Championships 1937 Scarborough, Gran Bretagna Singolare - Doppio  | George Lyttleton Rogers 8-6 6-3    | Pat Sherwood                |               |                     |
| 1-6 agosto | North of England Championships 1937 Scarborough, Gran Bretagna Singolare - Doppio  |                                    |                             |               |                     |
| 21 agosto  | Newport Casino Trophy 1937 Newport, USA Erba Singolare - Doppio                    | Don Budge 6-4 6-8 6-1 6-2          | Bobby Riggs                 |               |                     |
| 21 agosto  | Newport Casino Trophy 1937 Newport, USA Erba Singolare - Doppio                    |                                    |                             |               |                     |
| 23 agosto  | Torneo di Hastings 1937 Hastings, Gran Bretagna Singolare - Doppio                 | Alan Stedman 6-4 6-1               | Henry Purcell               |               |                     |
| 23 agosto  | Torneo di Hastings 1937 Hastings, Gran Bretagna Singolare - Doppio                 |                                    |                             |               |                     |
| 29 agosto  | Seigniory Club Championships 1937 Québec, Canada Singolare - Doppio                | Frank Andrew Parker 6-3 6-1        | Arthur H. Hendrix           |               |                     |
| 29 agosto  | Seigniory Club Championships 1937 Québec, Canada Singolare - Doppio                |                                    |                             |               |                     |

### Settembre
| Settimana    | Torneo                                                                             | Vincitore                                       | Finalista           | Semifinalisti | Eliminati ai quarti |
| ------------ | ---------------------------------------------------------------------------------- | ----------------------------------------------- | ------------------- | ------------- | ------------------- |
| settembre    | Paris International Championships 1937 Parigi, Francia Singolare - Doppio          | Franjo Punčec 6-2 6-2 2-6 6-4                   | Sin-Khie Kho        |               |                     |
| settembre    | Paris International Championships 1937 Parigi, Francia Singolare - Doppio          |                                                 |                     |               |                     |
| settembre    | Torneo di Merano 1937 Merano, Italia Singolare - Doppio                            | Franjo Punčec 6-4 6-2 6-3                       | Adam Baworowski     |               |                     |
| settembre    | Torneo di Merano 1937 Merano, Italia Singolare - Doppio                            |                                                 |                     |               |                     |
| settembre    | Luzern Championships 1937 Lucerna, Svizzera Singolare - Doppio                     | Georg von Metaxa 9-7 1-6 6-0 6-2                | Christian Boussus   |               |                     |
| settembre    | Luzern Championships 1937 Lucerna, Svizzera Singolare - Doppio                     |                                                 |                     |               |                     |
| settembre    | Torneo di Le Touquet 1937 Le Touquet, Francia Singolare - Doppio                   | Christian Boussus 6-4 6-2                       | Paul Féret          |               |                     |
| settembre    | Torneo di Le Touquet 1937 Le Touquet, Francia Singolare - Doppio                   |                                                 |                     |               |                     |
| settembre    | Swiss International Championships 1937 Gstaad, Svizzera Singolare - Doppio         | Boris Maneff 6-3 8-6 ritiro                     | Max Ellmer          |               |                     |
| settembre    | Swiss International Championships 1937 Gstaad, Svizzera Singolare - Doppio         |                                                 |                     |               |                     |
| settembre    | Hungarian International Championships 1937 Budapest, Ungheria Singolare - Doppio   | Sin-Khie Kho 7-5 6-1 4-6 6-3                    | Adam Baworowski     |               |                     |
| settembre    | Hungarian International Championships 1937 Budapest, Ungheria Singolare - Doppio   |                                                 |                     |               |                     |
| 11 settembre | U.S. National Championships 1937 New York, USA Erba Singolare - Doppio             | Don Budge 6-1 7-9 6-1 3-6 6-1                   | Gottfried von Cramm |               |                     |
| 11 settembre | U.S. National Championships 1937 New York, USA Erba Singolare - Doppio             | Gottfried von Cramm Henner Henkel 6-4, 7-5, 6-4 | Don Budge Gene Mako |               |                     |
| 12 settembre | Dutch Pro Championships 1937 , Paesi Bassi Singolare - Doppio                      | Hans Nüsslein                                   | Bill Tilden         |               |                     |
| 12 settembre | Dutch Pro Championships 1937 , Paesi Bassi Singolare - Doppio                      |                                                 |                     |               |                     |
| 13 settembre | South of England Championships 1937 Eastbourne, Gran Bretagna Singolare - Doppio   | Donald Butler 6-3 6-3                           | Henry Billington    |               |                     |
| 13 settembre | South of England Championships 1937 Eastbourne, Gran Bretagna Singolare - Doppio   |                                                 |                     |               |                     |
| 19 settembre | Pennsylvania State Clay Court Championships 1937 Allentown, USA Singolare - Doppio | B. Coghlan 6-4 6-4 6-8 6-4                      | Martin Buxby        |               |                     |
| 19 settembre | Pennsylvania State Clay Court Championships 1937 Allentown, USA Singolare - Doppio |                                                 |                     |               |                     |
| 26 settembre | Pacific Southwest Championships 1937 Los Angeles, USA Cemento Singolare - Doppio   | Don Budge 2-6 7-5 6-4 7-5                       | Gottfried von Cramm |               |                     |
| 26 settembre | Pacific Southwest Championships 1937 Los Angeles, USA Cemento Singolare - Doppio   |                                                 |                     |               |                     |
| 19 settembre | German Pro Championships 1937 Berlino, Germania Terra rossa Singolare - Doppio     | Bill Tilden Round Robin                         | Hans Nüsslein       |               |                     |
| 19 settembre | German Pro Championships 1937 Berlino, Germania Terra rossa Singolare - Doppio     |                                                 |                     |               |                     |

### Ottobre
| Settimana  | Torneo                                                                                      | Vincitore                             | Finalista                  | Semifinalisti | Eliminati ai quarti |
| ---------- | ------------------------------------------------------------------------------------------- | ------------------------------------- | -------------------------- | ------------- | ------------------- |
| ottobre    | Mexican Championships 1937 Città del Messico, Messico Singolare - Doppio                    | Manuel Bedolla 6-8 11-9 6-4 6-1       | Daniel Hernández           |               |                     |
| ottobre    | Mexican Championships 1937 Città del Messico, Messico Singolare - Doppio                    |                                       |                            |               |                     |
| ottobre    | Queensland Championships 1937 Brisbane, Australia Singolare - Doppio                        | John Bromwich 6-2 6-2 6-2             | Vivian McGrath             |               |                     |
| ottobre    | Queensland Championships 1937 Brisbane, Australia Singolare - Doppio                        |                                       |                            |               |                     |
| 1º ottobre | Wembley Championship 1937 Londra, Gran Bretagna Singolare - Doppio                          | Hans Nüsslein 6-3, 3-6, 6-3, 2-6, 6-2 | Bill Tilden                |               |                     |
| 1º ottobre | Wembley Championship 1937 Londra, Gran Bretagna Singolare - Doppio                          | Hans Nüsslein Martin Plaa             | Lester Stoefen Bill Tilden |               |                     |
| 7 ottobre  | Scottish Pro Championships 1937 Glasgow, Gran Bretagna Erba Singolare - Doppio              | Bill Tilden                           | Hans Nüsslein              |               |                     |
| 7 ottobre  | Scottish Pro Championships 1937 Glasgow, Gran Bretagna Erba Singolare - Doppio              |                                       |                            |               |                     |
| 10 ottobre | Hot Springs Fall Championships 1937 Hot Springs, USA Singolare - Doppio                     | Gilbert Hall 6-2 6-2                  | Arthur W. MacPherson jr    |               |                     |
| 10 ottobre | Hot Springs Fall Championships 1937 Hot Springs, USA Singolare - Doppio                     |                                       |                            |               |                     |
| 10 ottobre | Pacific Coast Championships 1937 Berkeley, USA Cemento Singolare                            | Don Budge 4-6 6-3 6-2 6-4             | Bobby Riggs                |               |                     |
| 10 ottobre | Pacific Coast Championships 1937 Berkeley, USA Cemento Singolare                            | Non disputato                         |                            |               |                     |
| 16 ottobre | Japanese Championships 1937 Osaka, Giappone Singolare - Doppio                              | Gottfried von Cramm 7-9 6-4 6-4 6-4   | Jiro Yamagishi             |               |                     |
| 16 ottobre | Japanese Championships 1937 Osaka, Giappone Singolare - Doppio                              |                                       |                            |               |                     |
| 17 ottobre | National Open Tournament Pros & Amateurs 1937 White Sulphur Springs, USA Singolare - Doppio | Karel Koželuh 6-2 6-3 4-6 4-6 6-1     | Reginald Speke Barnes      |               |                     |
| 17 ottobre | National Open Tournament Pros & Amateurs 1937 White Sulphur Springs, USA Singolare - Doppio |                                       |                            |               |                     |
| 17 ottobre | British Covered Court Championships 1937 Londra, Gran Bretagna Singolare - Doppio           | Bunny Henry Austin 6–2, 3–6, 7–5, 6–2 | Karl Schroder              |               |                     |
| 17 ottobre | British Covered Court Championships 1937 Londra, Gran Bretagna Singolare - Doppio           |                                       |                            |               |                     |
| 18 ottobre | U.S. Pro Tennis Championships 1937 White Sulphur, USA Singolare - Doppio                    | Karel Koželuh 6-2, 6-3, 4-6, 4-6, 6-1 | Bruce Barnes               |               |                     |
| 18 ottobre | U.S. Pro Tennis Championships 1937 White Sulphur, USA Singolare - Doppio                    |                                       |                            |               |                     |
| 31 ottobre | Hillcrest Invitational 1937 Los Angeles, USA Singolare - Doppio                             | Owen Anderson 4-6 6-2 6-0 2-6 10-8    | Frank Kovacs               |               |                     |
| 31 ottobre | Hillcrest Invitational 1937 Los Angeles, USA Singolare - Doppio                             |                                       |                            |               |                     |

### Novembre
| Settimana   | Torneo                                                                           | Vincitore                             | Finalista    | Semifinalisti                | Eliminati ai quarti |
| ----------- | -------------------------------------------------------------------------------- | ------------------------------------- | ------------ | ---------------------------- | ------------------- |
| Novembre    | All Saints Championships 1937 Parigi, Francia Singolare - Doppio                 | Yvon Petra 7-5 8-6 6-2                | Paul Féret   |                              |                     |
| Novembre    | All Saints Championships 1937 Parigi, Francia Singolare - Doppio                 |                                       |              |                              |                     |
| Novembre    | Southern Transvaal Championships 1937 Johannesburg, Sudafrica Singolare - Doppio | Norman Farquharson 6-4 4-6 6-4        | Harris       |                              |                     |
| Novembre    | Southern Transvaal Championships 1937 Johannesburg, Sudafrica Singolare - Doppio |                                       |              |                              |                     |
| 14 novembre | New South Wales Championships 1937 Sydney, Australia Singolare - Doppio          | John Bromwich 4-6, 6-4, 6-1, 2-6, 7-5 | Adrian Quist | Jack Crawford Vivian McGrath | Harry Hopman        |
| 14 novembre | New South Wales Championships 1937 Sydney, Australia Singolare - Doppio          |                                       |              | Jack Crawford Vivian McGrath | Harry Hopman        |

### Dicembre
| Settimana   | Torneo                                                                    | Vincitore                       | Finalista           | Semifinalisti | Eliminati ai quarti |
| ----------- | ------------------------------------------------------------------------- | ------------------------------- | ------------------- | ------------- | ------------------- |
| dicembre    | Coupe de Noel 1937 Parigi, Francia Singolare - Doppio                     | Yvon Petra 3-6 12-10 7-5 6-4    | Henri Bolelli       |               |                     |
| dicembre    | Coupe de Noel 1937 Parigi, Francia Singolare - Doppio                     |                                 |                     |               |                     |
| dicembre    | New Zealand Championships 1937 Auckland, Nuova Zelanda Singolare - Doppio | Alistair Brown 6-0 7-5 6-1      | R. Pattinson        |               |                     |
| dicembre    | New Zealand Championships 1937 Auckland, Nuova Zelanda Singolare - Doppio | Roly McL. Ferkins E.A. Roussell |                     |               |                     |
| 8 dicembre  | Victorian Championships 1937 Melbourne, Australia Erba Singolare - Doppio | Don Budge 8-6 6-3 9-7           | John Bromwich       |               |                     |
| 8 dicembre  | Victorian Championships 1937 Melbourne, Australia Erba Singolare - Doppio |                                 |                     |               |                     |
| 31 dicembre | Sugar Bowl Invitation 1937 New Orleans, USA Singolare - Doppio            | Bobby Riggs 8-6 6-1 6-2         | Joseph Raphael Hunt |               |                     |
| 31 dicembre | Sugar Bowl Invitation 1937 New Orleans, USA Singolare - Doppio            |                                 |                     |               |                     |

## Pro tour
Nel corso dell'anno si giocarono diversi tornei che facevano parte dei pro tour: un insieme di tornei composti da pochi partecipanti: da 2, 4 o 6 giocatori in cui i migliori tennisti si sfidavano in scontri diretti in varie località. Il vincitore del tour era il tennista che aveva un vantaggio nei testa a testa con gli altri giocatori.
| Data                  | Località           | Nome del tour          | Partecipanti               |
| --------------------- | ------------------ | ---------------------- | -------------------------- |
| 6 gennaio - 12 maggio | Stati Uniti Canada | World Pro Tour 1937    | Ellsworth Vines Fred Perry |
| 2 maggio - 15 giugno  | Regno Unito        | British Iles Tour 1937 | Ellsworth Vines Fred Perry |